# Rudy Van Eysendeyk
Rudy Van Eysendeyk is een Vlaams topfunctionaris.
Van Eysendeyk studeerde Politieke en Sociale Wetenschappen. Hij was directeur-generaal van het Vlaams Parlement en algemeen directeur van de Koninklijke Maatschappij voor Dierkunde Antwerpen sinds 2001, waar hij in 2009 werd opgevolgd door Dries Herpoelaert.